# Lijst van oorlogsmonumenten in Opmeer
De Nederlandse gemeente Opmeer heeft 3 oorlogsmonumenten. Hieronder een overzicht.
| Nr.  | Object                  | Herdachte groep        | Ontwerper                         | Onthulling  | Type            | Locatie                                | Plaats    | Coördinaten                   | Foto                    |
| ---- | ----------------------- | ---------------------- | --------------------------------- | ----------- | --------------- | -------------------------------------- | --------- | ----------------------------- | ----------------------- |
| 2996 | Short Stirling-monument | geallieerde militairen | Stichting Aircraft Recovery Group | 11 mei 2004 | overig          | A.C. de Graafweg, 1716 KD              | Opmeer    | 52° 42' 28" NB, 4° 56' 32" OL | Short Stirling-monument |
| 3151 | Oorlogsmonument         | burgerslachtoffers     |                                   |             | beeld/sculptuur | Burgemeester Hoogenboomlaan 9, 1718 BJ | Hoogwoud  | 52° 43' 3" NB, 4° 56' 6" OL   | Oorlogsmonument         |
| 3152 | Oorlogsmonument         | burgerslachtoffers     |                                   |             | plaquette       | Hertog Willemweg, 1715 EL              | Spanbroek | 52° 41' 53" NB, 4° 56' 39" OL | Oorlogsmonument         |

Aalsmeer ·
Alkmaar ·
Amstelveen ·
Amsterdam ·
Bergen ·
Beverwijk ·
Blaricum ·
Bloemendaal ·
Castricum ·
Den Helder ·
Diemen ·
Dijk en Waard ·
Drechterland ·
Edam-Volendam ·
Enkhuizen ·
Gooise Meren ·
Haarlem ·
Haarlemmermeer ·
Heemskerk ·
Heemstede ·
Heiloo ·
Hilversum ·
Hollands Kroon ·
Hoorn ·
Huizen ·
Koggenland ·
Landsmeer ·
Laren ·
Medemblik ·
Oostzaan ·
Opmeer ·
Ouder-Amstel ·
Purmerend ·
Schagen ·
Stede Broec ·
Texel ·
Uitgeest ·
Uithoorn ·
Velsen ·
Waterland ·
Weesp ·
Wijdemeren ·
Wormerland ·
Zaanstad ·
Zandvoort